# Ajuga hybrida
Ajuga hybrida là một loài thực vật có hoa trong họ Hoa môi. Loài này được A.Kern. mô tả khoa học đầu tiên năm 1874.